# 库姆兰
库姆兰（希伯來語：קומראן; 阿拉伯语： Khirbet Qumran、（Khirbet Qumran，或譯昆蘭或坎巒、谷木兰）) 是西岸的一个考古遗址，由以色列的库姆兰国家公园管理。 它位于死海西北岸一英里干燥的高原，靠近以色列定居点和基布兹Kalya。希腊化时代居民点建于John Hyrcanus在位时期（公元前134-104年）或稍后，直到公元68年或稍后被罗马人摧毁。这是最接近埋藏死海古卷的库姆兰洞穴的居民点。在库姆兰的主要发掘是由罗兰德·沃克斯在20世纪50年代进行。

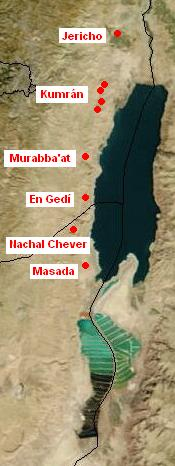
库姆兰的位置